# Spermafióka
A Spermafióka (eredeti címén Orgazmo) egy 1997-es film Trey Parkertől és Matt Stone-tól, a South Park című tévésorozat készítőitől.
A vígjáték története egy nyugodt mormon hittérítőről, Joe Youngról (Trey Parker) szól, akit rábeszélnek arra, hogy szerepeljen egy pornófilmben. Beleegyezik a szerepbe, hogy legyen annyi pénze, hogy a Salt Lake City-i templomban vegye el menyasszonyát. (A mormon egyház tagjai, annál inkább hittérítői számára egyébként tilos a pornográfia és az ilyen dolgokban részt venni.)
A filmben lévő filmben egy „Spermafióka” nevű szuperhőst alakít, aki a bűnözés ellen harcol (segédjével, „Choda Boy”-jal), azzal a képességével, hogy bárkinek orgazmust tud okozni egy pillanat alatt. A film nagy sikert ér el, és a producer elkezdi kihasználni a férfit. A mormon vissza próbál vágni a filmben feltalált eszközzel, amellyel megvan a filmbeli képessége. Ezt az erőt használja fel a filmkészítő legyőzésére, és arra, hogy újra összejöjjön menyasszonyával.
A filmet valójában 1996-ban befejezték, de nem adták ki a South Park sikeréig, mert Parker és Stone nem talált stúdiót, amely terjesztette volna.

## Szereplők
| Szerep                  | Színész               | Magyar hang       |
| ----------------------- | --------------------- | ----------------- |
| Joe Young/Spermafióka   | Trey Parker           | Stohl András      |
| Ben Chapleski/Choda Boy | Dian Bachar           | Bolba Tamás       |
| Lisa                    | Robyn Lynne Raab      | Zakariás Éva      |
| Maxxx Orbison           | Michael Dean Jacobs   | Hankó Attila      |
| Clark                   | Ron Jeremy            | Kocsis György     |
| Georgi                  | Toddy Walters         |                   |
| Saffi                   | Juli Ashton           | Farkasinszky Edit |
| Rodgers                 | Andrew Kemler         | Németh Gábor      |
| A-Cup                   | David Dunn            | Haás Vander Péter |
| Dave, a fénytechnikus   | Matt Stone            | Boros Zoltán      |
| Candi                   | Chasey Lain           | Prókai Annamária  |
| G-Fresh                 | Masao Maki            | Seszták Szabolcs  |
| Jimmy, a Hal            | Joseph Arsenault      | Lázár Sándor      |
| Tommy, a Cápa           | Jeff Schubert         | Galambos Péter    |
| Randy, a Guppi          | Desi Singh            |                   |
| Robert White            | Stanley G. Sawicki    | Széles Tamás      |
| Eredeti Spermafióka     | Ken Merckx            | Pálfai Péter      |
| T-Rex                   | The Fat Lady Stripper | Némedi Mari       |
| Sancho                  | John Marlo            | Háda János        |

## Filmzene
1. D.V.D.A. – "Now You're A Man"
2. "The Mormon Song"
3. Smash Mouth – "Sorry About Your Penis"
4. Headset – "Twisted Steel, Leather Donut"
5. Greg Camp – "Sorry About Your Penis"
6. Ween – "Love"

## Külső hivatkozások
- Spermafióka a PORT.hu-n (magyarul)
- Spermafióka az Internetes Szinkronadatbázisban (magyarul)
- Spermafióka az Internet Movie Database-ben (angolul)
- Spermafióka a Rotten Tomatoeson (angolul)
- Spermafióka a Box Office Mojón (angolul)
- A film DVD-jének hivatalos webhelye